# كريكت
الكِريكِت (بالإنجليزية: Cricket)‏ رياضة جماعية يلعبها فريقان، وكل فريق يتألف من أحد عشر لاعباً. تضرب فيها كرة بحجم قبضة اليد من قبل لاعب يدعى رامي الكرة (بالإنجليزية: Bowler)، أما اللاعب الخصم الذي يدعى رجل المضرب فيحاول صدّ الكرة باستخدام مضرب نحيف شبيه بالمجذاف. يتركّز الانتباه أساسا حول علامتين تشكلان الأهداف تدعيان ويكيت (بالإنجليزية: Wicket)‏ وهما مجموعة من ثلاثة عصي متصلة تسمى جذوع الكريكت، يحاول رامي الكرة إصابتها لكي يوقع قطعتان خشبيتان اثنتان مثبتتان على الجذوع ويدعيان كفالات الكريكت.

## تاريخ الكريكت
تعد الكريكت إحدى أعرق الرياضات الإنكليزية، التي يُختلف على نشأتها.
وبعكس الاعتقاد السائد بأن كرة القدم هي الرياضة الوطنية في إنكلترا، فهناك اتجاه يرى أن هذه الرياضة نشأت في القرن السادس عشر في أثناء حكم تيودور، في حين تتفق معظم الآراء مع الرأي القائل بنشأتها على أيدي أطفال المزارعين في منطقة ويلد الواقعة بين كنت وسوسكس، خلال العصور الوسطى، ثم امتدت في ما بعد إلى نظرائهم البالغين.
ففي عام 1624 سقط أول ضحايا تلك اللعبة، عندما تلقى اللاعب جاسبر فينيل ضربة على رأسه أردته قتيلاً في الحال خلال مباراة للكريكت بقرية سوسكس.
كما تتضارب الآراء، أيضًا حول جذور كلمة «كريكت» ومعناها، فهناك من يرى أنها ذات جذور هولندية، وتعني العصا، وهناك من يرى أنها ذات جذور فرنسية وتعني مطرقة، وهناك من يرى أنها ذات جذور سَكسونية.
قرب نهاية القرن السابع عشر، انتشرت لعبة الكريكت بين أفراد الطبقة الأرستقراطية في أوروبا.
وفي عام 1737، ترأس فريدريك أمير ويلز ابن الملك جورج الثاني، فريقا مختلطا من لاعبي مقاطعات بريطانية أخرى. وكان أول قانون يصدر للعبة هو الذي نشر في عام 1774، عندما قام جماعة من السادة المحليين بانشاء نادي هامبدن للكريكت، وهو النادي الشهير في جنوب شرق مقاطعة نيوهامبشاير.
ويعتبر هذا التاريخ بداية اللعبة بشكلها الذي نعرفه حاليا، أما أول تسجيلات كاملة للعبة، فهي التي دونت وجمعت في حوالي عام 1780، وكان ذلك عندما أصبح فريق نادي هامبدن اقوى فريق كريكت في إنجلترا.

## الكريكت والمقامرة
في ذلك العهد كان أفراد الطبقة الأرستقراطية في بريطانيا يهوون المقامرة، وقد هيّأت مباريات الكريكت فرصة سخية لهم لإشباع تلك الهواية. ومما يروى في هذا الصدد أن مجموع المراهنات التي أجريت بمناسبة المباراة بين فريقين من داخل بريطانيا نفسها بلغ في مرة من المرات مبلغ 20000 جنيه إسترليني. وإزاء ضخامة المبالغ التي كانت تشملها المراهنات في ذلك الحين على مباريات الكريكت، أخذ مركز اللعبة يتزعزع إذ أن المراهنة كثيرا ما كانت تؤدي إلى ضروب من الغش والخداع. وقد ترتب على ذلك أن أخذت اللعبة تفقد ما اكتسبته من انتشار في بريطانيا. وقام نادي ماريليبون للكريكت بوضع الكثير من القيود لوقف عمل المراهنات على لعبة الكريكت.

## الملعب
تتفاوت أبعاد ساحات لعب الكريكت من مكان لآخر، إلا أن الأبعاد الشائعة هي 137م للعرض و150م للطول، وتبلغ المسافة بين المرميين 22 ياردة (20,12م) في وسط الساحة، حيث يكونان متوازيين ومتقابلين، ويبلغ عرض كل مرمى تسع بوصات (22,9سم) وتسمى المسافة بينهما بمسافة الرمي، وتكون الجذوع قريبة بعضها من بعض حتى لاتتمكن الكرة من المرور بين أي اثنين منها، أما ارتفاع الجذوع فيبلغ 28 بوصة (71,1سم) يبلغ طول كل عصا (11,1سم)، وتستقر العصاتان في أخاديد على قمة الجذوع ولا ترتفعان أكثر من (13مم) فوق الجذوع.
وتستخدم الطباشير أو الجير الأبيض لرسم خطوط بيضاء لحدود معينة في الملعب. ويخترق أحد الخطوط الذي يبلغ طوله (2,46م) جذوع المرميين، على أن يكون الجذع الأوسط في منتصفه. ويحدد خط آخر مسافة (1,22م) للأمام، حيث يمتد لمسافة (1,83م) على أي من جانبي منتصف المرمى، غير أنه يعد غير محدد الطول. ومن نهايتي الخط المار بالمرمى يمتد خطان إلى الخط الآخر، وإلى الخلف لمسافة (1,22م) خلف الخط المار بالمرمى. ويجب على اللاعب تمرير الكرة وجزء من قدمه الأمامية خلف الخط الأمامي للمرمى، بينما يكون الجزء الخلفي من القدم بين الخطين.

## الأدوات

### المضرب
وهو مضرب عريض الشكل مصنوع من الخشب لا يتجاوز طوله الـ97 سم ولا يتجاوز عرضه الـ10,8 .

### الكرة
الكرة في الكريكت شبيهة بالكرة المستخدمة في البيسبول لكنها تختلف في اللون والملمس، لا تحدد قواعد اللعبة نوعية المادة المصنوعة منها الكرة، والكرة الجيدة هي تلك المصنوعة من الفلين المغلف بالجلد، ويجب أن يكون محيط الكرة بين (22,4 و 22,9 سم) ووزنها ما بين (155,9 و 163 غراما) وفقًا لقوانين الرياضة.

### النصيبة
هي قاعدة مكونة من ثلاث أعمدة خشبية مثبتة في الأرض يبلغ طول الواحدة منها حوالي الـ71 سم والمسافة من عمود إلى آخر هي 23 سم، ويوجد في أعلى النصيبة قطعتين من الخشب لا يتجاوز طولهما 1,3 سم، يوجد نصيبتان في الملعب مثبتتان في المستطيل الذي يتوسط .
وقد يرتدي اللاعبون قبعات أو خوذات وقمصانًا مفتوحة عند العنق وسراويل وأحذية إما مسطّحة أو مدبّبة من أسفل، ويرتدي الضاربون وحراس المرمى واقيات للأرجل وقفازات، ويمكن للاعبين الموجودين قرب المرمى ارتداء مثل هذه الملابس.

## اللعبة
تتكون المباراة من جولة أو جولتين لكل فريق، وفي مباريات الكريكت للدرجة الأولى تكون كل المباريات ذات جولتين، إلا أن مباريات الكريكت التي يكون فيها لكل فريق جولة واحدة، تتكون من عدد محدد من الرميات وتقام في يوم واحد.
وفي مباريات الدرجة الأولى تنتهي جولة الفريق عندما يخرج عشرة من مجموع 11 لاعبًا في الفريق، إلا أنه يمكن لرئيس الفريق الضارب أن يعلن إنهاء الجولة في أي وقت.

### الفريق الضارب
يقرر رئيس الفريق الترتيب الذي يلعب به الضاربون، وبعد خروج الضارب يحل محله لاعب من فريقه، حتى خروج عشرة لاعبين. ويبقى دائمًا لاعبٌ واحدٌ لا يخرج.
ويمكن للضارب أن يحمل المضرب بأي طريقة تريحه وتكون فعّالة، يقف اللاعب الضارب متوازنًا على قدميه المتباعدتين قليلاً، ويقف اللاعبون الضاربون بحيث تكون إحدى قدمي اللاعب على أحد جانبي خط الضرب، والأخرى على الجانب الآخر من الخط، وتعدُّ مهارة ضرب الكرة لتمر بين المدافعين إحدى أهم مهارات الضرب.
يمكن تقسيم الضربات إلى مجموعتين: الضرب إلى الأمام والضرب إلى الخلف، ويمكن استخدامهما كليهما:
1. للهجوم ومحاولة تسجيل الأهداف أو النقط.
2. للدفـاع عند المرمى.

وفي كلتا الضربتين يدير اللاعب المضرب إلى الخلف في حركة تسمى الحمل الخلفي، ثم إلى الأمام والأسفل أمام القدم لضرب الكرة. وعند التحرك إلى الأمام يقوم اللاعب بتحريك القدم الأمامية إلى الأمام قرب مسار الكرة مع تركيز وزنه على القدم الأمامية. وفي حالات مواجهة المدافع البطيء قد يتقدم الضارب خطوتين أو ثلاث خطوات باتجاه الكرة بدلاً من خطوة طويلة واحدة، وتعد الضربة الأمامية أفضل لكرة مرتدة بقرب الضارب لتضرب في منتصف الطيران، أي حالما ترتد من الأرض، تتم هذه الضربة عادة والمضرب موجّه إلى الأسفل، وتلعب الكرة في هذه الطريقة على امتداد الأرض وليس في الهواء؛ حيث يمكن الإمساك بها.
تعد الضربة الخلفية أفضل ضربة لكرة مرتدة أمام مرمى الضارب، ويراها الضارب بأي اتجاه تتحرك فيه بعد ارتطامها بالأرض، وعند الدفاع يُقدِّم الضارب الساق الخلفية في الاتجاه الذي تسير فيه الكرة مع توجيه المضرب إلى الأسفل، ويجب ألايكون هناك مجال للكرة لتمر بين المضرب وجسم اللاعب. وفي مهاجمة اللعب الخلفي يستخدم الضارب أنواعًا متعددة من الضربات، وهذا يتوقف على مكان ارتداد الكرة واتجاه حركتها.
فعلى سبيل المثال قد يؤرجح الضارب المضرب بزاوية تناسب مسار الكرة، مع أداء ضربة خطافية أو ضربة قاطعة.
وهناك ضربة أخرى تدعى القطع الخلفي تلعب خارج القدم الخلفية لكرة بعيدة عن جذع الهدف الخارجي، أما في القطع المربع فترسل الكرة حول الضارب (بزاوية قائمة بالنسبة له)، أما القطع المتأخر فتُرسل الكرة بدقة (بزاوية مائلة خلف المرمى).
عندما يُطلِق المدافع الكرة، يجب على اللاعب غير الضارب أن يسانده (بالتحرك إلى مرمى الخصم)، ويكون مستعدًا للجري، وليس على الضارب أن يحاول التسجيل إذا ما ضرب الكرة.
ففي معظم حالات الضرب التي تمر من أمام المرمى، يقرر الضارب ما إذا كان التسجيل ممكنًا، فإذا كان من الممكن لكلا الضاربين أن يصلا بأمان إلى الخط المقابل، فإن المدافع الضارب ينادي على المدافع غير الضارب ليقوم بالجري، وعند ذهاب الكرة خلف المرمى، فإن اللاعب غير الضارب يقرر ما إذا كان يتعين على الضاربين أن يسجلوا، ويعد سوء الفهم بين الضاربين السبب الرئيسي في الخروج.

### الفريق المدافع
يتكون من رامي الكرة وحارس المرمى وتسعة مدافعين آخرين. وتتباين مواقع المدافعين التسعة الآخرين، من حيث الاسم والموقع. ويوجه رئيس الفريق المدافعين للأماكن المختلفة.
وبعد أن يطلق رامي الكرة عددًا معينًا من الكرات يعلن الحكم قائلاً: انتهى، ويشتمل هذا الأمر على ست أو ثماني ضربات قانونية، ولا تحتسب الكرات البعيدة عن الهدف والضربات بدون كرات في المجموع الكلي K بعد كل أمر يتحول الضارب المدافع إلى الضارب والعكس بالعكس، ولا يمكن رمي مرتين متتاليتين من الأمر من النهاية نفسها في جولة واحدة.
ويعتمد الرمي الجيد على توافق حركة الجسم واليد والكتف، ولقد وضع الجري إلى خط المرمى الذي يسبق الرمي، ليعطي الرامي قدرة كافية وتوازنًا لرمي الكرة بالسرعة المرغوبة، ويحاول الرامي رمي الكرة لترتد لمسافة قصيرة أمام الضارب: ومثل هذه التمريرات يصعب ضربها، لأن اللاعب لا يعرف ما إذا كان سيتحرك إلى الأمام أو الخلف، كما يحاول الرامي إخراج الضارب بتغيير اتجاه الكرة وبالتحكم في سرعة الكرة ودحرجتها بطريقة خاصة.

## قوانين اللعبة
يفوز في هذه اللعبة الفريق الذي يستطيع أخذ أكثر نقاط ما يسمى بـ (run) وذلك يحصل أن ضرب الضارب الكرة بالمضرب وإخراجها خارج الملعب دون أن تلمس أرضية الملعب فتحسب 6 نقاط (run) أما إذا خرجت خارج الملعب ولكن لمست الكرة أرضية الملعب فتحسب 4 نقاط (run) أما إذا لم تخرج الكرة من أرضية الملعب ومسكها شخص قبل خروج الكرة من الملعب هذا الوقت (ما بعد ضرب الكرة بالمضرب وقبل مسك لاعب من الفريق الثاني الكرة) يستطيع الضارب أن يركض من جهة إلى جهة يعني وكما ذكر في السابق (أرض الملعب تكون ميدان معشوب وتتوسطها أرض بيضاء طولها 20 مترًا) فبالتالي يستطيع الضارب أن يركض من جهة إلى جهة وتحسب في هذه الوقت نقطة واحدة فقط لكل ركضة من جهة إلى جهة وهكذا، وتوجد هناك 3 طرق لإخراج الضارب من اللعب وهي كالآتي:
- الأولى: أن يصيب رامي الكرة الهدف، وهو ثلاثة عيدان تكون خلف الضارب، وتسقط منه عود أو عودين.
- الثانية: أن يمسك لاعب الكرة ويرميها إلى العيدان قبل وصول الضارب من الجهة الثانية في الأرض البيضاء ويسقط عود أو عودين.
- الثالثة: أن يمسك لاعب الكرة قبل خروج الكرة من الملعب وهي في الجو قبل أن تسقط.